# Limons
Pour les articles homonymes, voir Limon.
Limons [limɔ̃]  est une commune française située dans le département du Puy-de-Dôme, en région Auvergne-Rhône-Alpes.

## Géographie

### Localisation
Limons est située au nord-est du département du Puy-de-Dôme.

#### Communes limitrophes
| Mons     |         | Ris           |
|          | Limons  |               |
| Luzillat | Charnat | Puy-Guillaume |

### Géologie et relief
La superficie de la commune est de 1 488 hectares ; son altitude varie de 262  à   305 mètres.

### Hydrographie
Limons est traversée par l'Allier, la Dore et le Glarand.

### Transports
Elle est desservie par les routes départementales 43, 63 et 329. La RD 43 dessert Port de Ris. La RD 63 franchit l'Allier puis la Dore pour rejoindre Puy-Guillaume.
La ligne P56 du réseau Cars Région Puy-de-Dôme (Châteldon – Thiers) dessert Limons (arrêts à Port de Ris, à Larmonière et au droit de l'école).

### Climat
Pour des articles plus généraux, voir Climat d'Auvergne-Rhône-Alpes et Climat du Puy-de-Dôme.
En 2010, le climat de la commune est de type climat océanique dégradé des plaines du Centre et du Nord, selon une étude du Centre national de la recherche scientifique s'appuyant sur une série de données couvrant la période 1971-2000. En 2020, Météo-France publie une typologie des climats de la France métropolitaine dans laquelle la commune est exposée à un climat de montagne ou de marges de montagne et est dans la région climatique Nord-est du Massif Central, caractérisée par une pluviométrie annuelle de 800 à 1 200 mm, bien répartie dans l’année.
Pour la période 1971-2000, la température annuelle moyenne est de 11,3 °C, avec une amplitude thermique annuelle de 16,7 °C. Le cumul annuel moyen de précipitations est de 794 mm, avec 10 jours de précipitations en janvier et 7,6 jours en juillet. Pour la période 1991-2020, la température moyenne annuelle observée sur la station météorologique de Météo-France la plus proche, « Vichy-Ville », sur la commune de Vichy à 17 km à vol d'oiseau, est de 12,7 °C et le cumul annuel moyen de précipitations est de 799,6 mm,. Pour l'avenir, les paramètres climatiques de la commune estimés pour 2050 selon différents scénarios d'émission de gaz à effet de serre sont consultables sur un site dédié publié par Météo-France en novembre 2022.

## Urbanisme

### Typologie
Au 1er janvier 2024, Limons est catégorisée commune rurale à habitat dispersé, selon la nouvelle grille communale de densité à sept niveaux définie par l'Insee en 2022.
Elle est située hors unité urbaine et hors attraction des villes,.

### Occupation des sols
L'occupation des sols de la commune, telle qu'elle ressort de la base de données européenne d’occupation biophysique des sols Corine Land Cover (CLC), est marquée par l'importance des territoires agricoles (69,2 % en 2018), en diminution par rapport à 1990 (71,1 %). La répartition détaillée en 2018 est la suivante : prairies (44,5 %), forêts (25,2 %), terres arables (20,3 %), zones agricoles hétérogènes (4,3 %), zones urbanisées (3,8 %), milieux à végétation arbustive et/ou herbacée (1,7 %). L'évolution de l’occupation des sols de la commune et de ses infrastructures peut être observée sur les différentes représentations cartographiques du territoire : la carte de Cassini (XVIIIe siècle), la carte d'état-major (1820-1866) et les cartes ou photos aériennes de l'IGN pour la période actuelle (1950 à aujourd'hui).

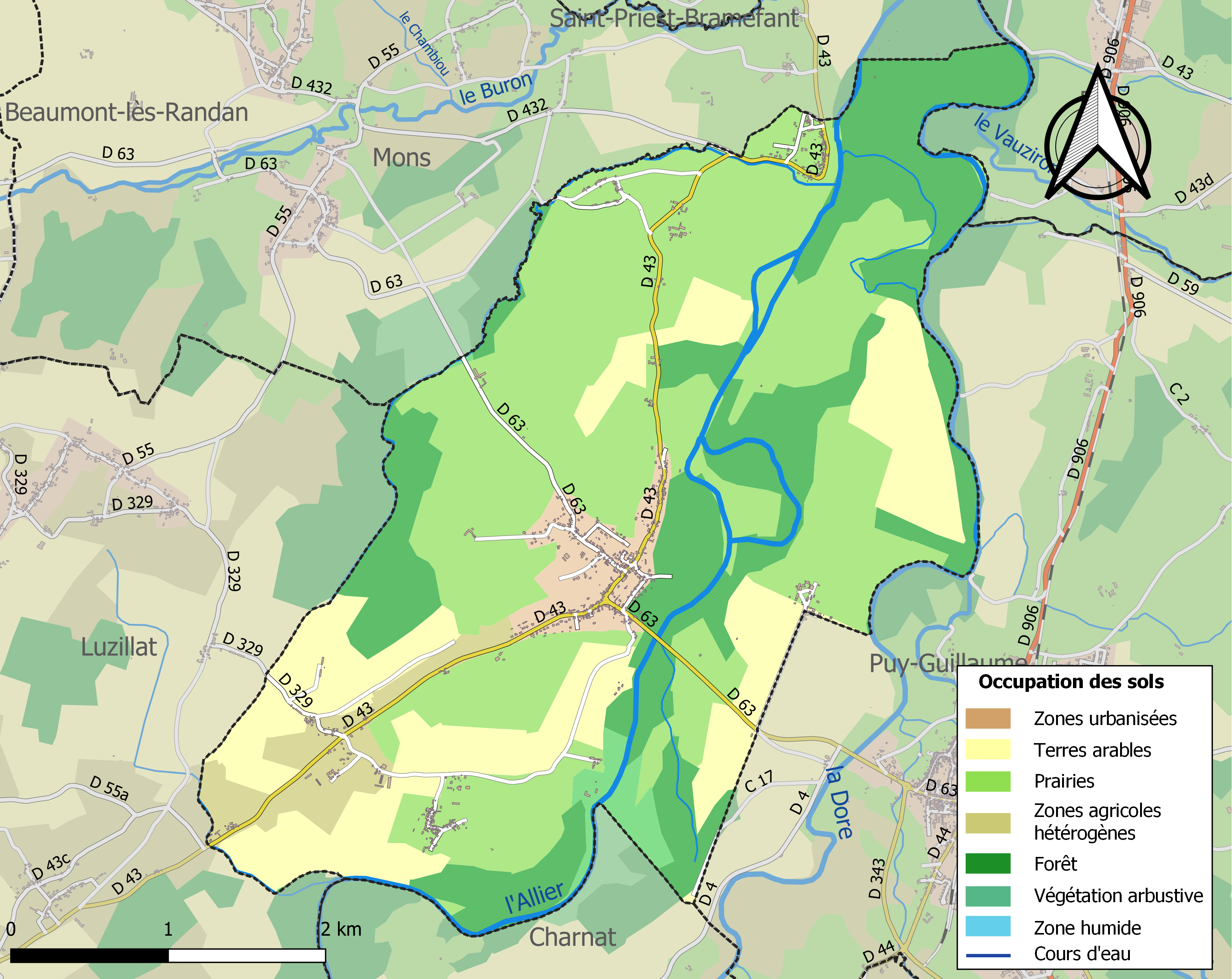
Carte des infrastructures et de l'occupation des sols de la commune en 2018 (CLC).

## Toponymie
Attestée sous la forme Lemos en 1250; Lymon en 1426, et Lymons en 1675
De l'adjectif latin limosus qui signifie « boueux », « bourbeux » apparenté au limon.
Limons était donc un lieu caractérisé par son caractère bourbeux.

## Histoire

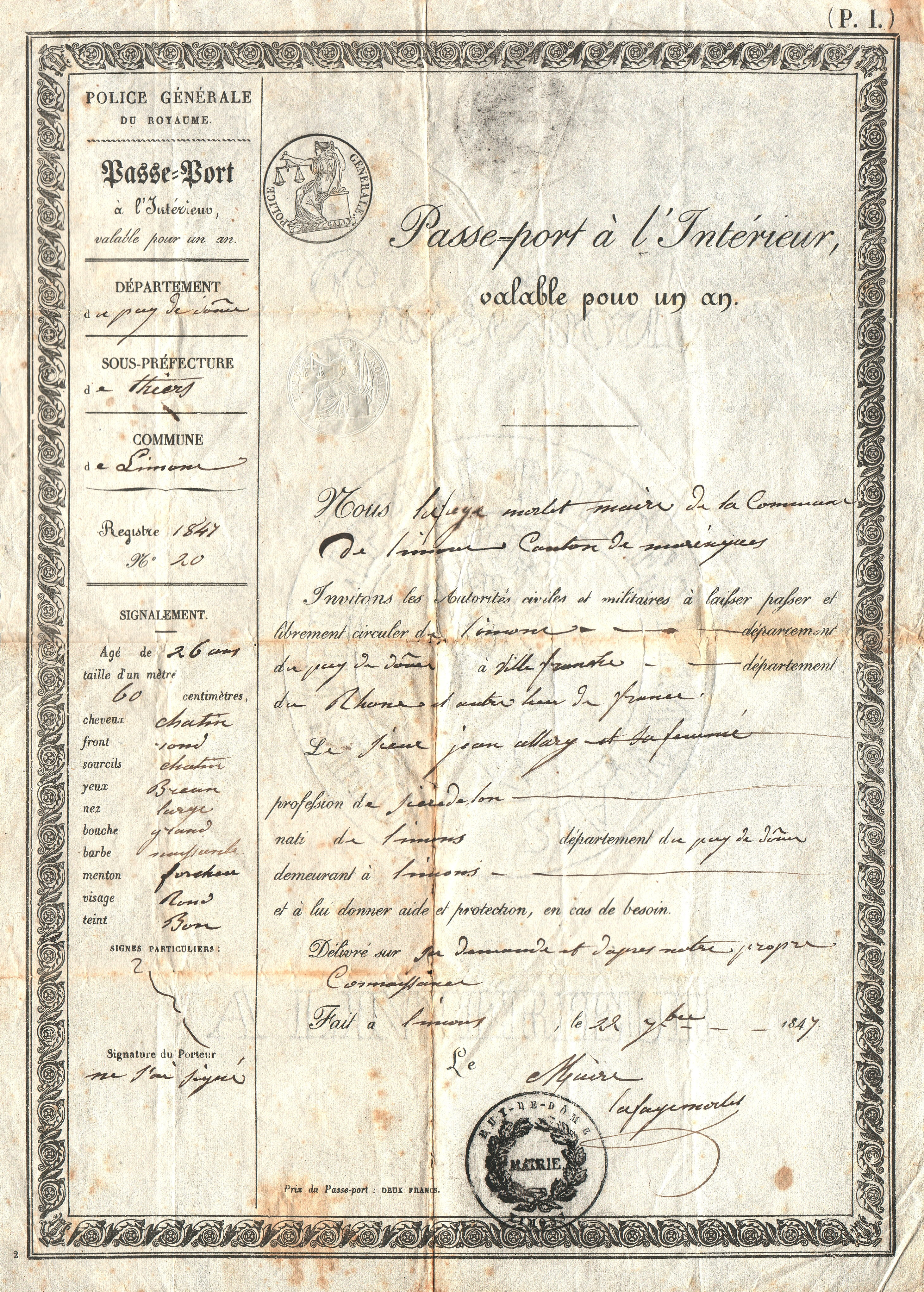
Passeport (1847) émis par le maire de Limons.

Le disque de Limons atteste la présence d'un site mérovingien. Un disque en or orné d'un chrisme, d'un masque humain et de motifs zoomorphes , datant de fin VIe-début VIIe siècle, fût trouvé à Limons (Puy-de-Dôme). " Comme l'indique l'inventaire du Cabinet des Médailles, la «plaque de Limons» fut achetée en 1855 à Victor Gay, architecte, pour la somme de 400 F. Celui-ci déclara alors qu'elle avait été trouvée à Limons (Puy-de-Dôme), entre Vichy et Thiers, au lieu dit «Pont de Ris» et de l'Allier. L'abbé Maussière rapporte ainsi qu'on aurait trouvé vers 1850 au Port de Ris, «derrière le village..., des ruines anciennes..., vases en... bronze, verre, argile, un... médaillon en or pesant 1 once, enrichi de trois pierres précieuses (l'une des faces était unie, l'autre portait au centre les trois lettres majuscules ARB...), un casse-tête gaulois en jade..., des haches celtiques». La Carte archéologique de la Gaule pour le Puy-de-Dôme signale encore à Limons des «bracelets gaulois» au lieu-dit «Périgère», des «fragments de tuiles à rebords» au nord du village, un «gisement gallo-romain» près du hameau des Moussouves, ainsi que deux tiers de sous mérovingiens de Saint Julien de Brioude et de Tallende dont le lieu de découverte n'est pas connu . Si l'occupation du finage de la commune de Limons paraît donc bien attestée durant la Protohistoire et les époques gallo-romaine et mérovingienne, on ne dispose cependant d'aucune information sur les conditions de trouvaille du «disque» de Limons et donc sur son contexte possible, qu'il s'agisse d'un cimetière, d'un habitat, ou tout simplement d'un objet isolé et perdu." Perin Patrick. Un chef-d'œuvre de l'art mérovingien, le «disque» de Limons (Puy-de-Dôme). In: Bulletin de la Société Nationale des Antiquaires de France, 1998, 2002. pp. 73–99. DOI : https://doi.org/10.3406/bsnaf.2002.10259
www.persee.fr/doc/bsnaf_0081-1181_2002_num_1998_1_10259

## Politique et administration

### Découpage territorial
La commune de Limons est membre de la communauté de communes Plaine Limagne, un établissement public de coopération intercommunale (EPCI) à fiscalité propre créé le 1er janvier 2017 dont le siège est à Aigueperse. Ce dernier est par ailleurs membre d'autres groupements intercommunaux. Jusqu'au 31 décembre 2016, elle faisait partie de la communauté de communes Limagne Bords d'Allier.
Sur le plan administratif, elle est rattachée à l'arrondissement de Riom depuis le 1er janvier 2017, à la circonscription administrative de l'État du Puy-de-Dôme et à la région Auvergne-Rhône-Alpes.  Limons dépendait du district de Thiers et du canton de Châteldon de 1793 à 1801, puis de l'arrondissement de Thiers de 1801 à 2016 et du canton de Maringues depuis 1793.
Sur le plan électoral, elle dépend du canton de Maringues pour l'élection des conseillers départementaux, depuis le redécoupage cantonal de 2014 entré en vigueur en 2015, et de la cinquième circonscription du Puy-de-Dôme pour les élections législatives, depuis le dernier découpage électoral de 2010.

### Élections municipales et communautaires

#### Élections de 2020
Le conseil municipal de Limons, commune de moins de 1 000 habitants, est élu au scrutin majoritaire plurinominal à deux tours avec candidatures isolées ou groupées et possibilité de panachage. Compte tenu de la population communale, le nombre de sièges à pourvoir lors des élections municipales de 2020 est de 15. La totalité des quinze candidats en lice est élue dès le premier tour, le 15 mars 2020, avec un taux de participation de 56,93 %.

#### Chronologie des maires
| Période                                  | Période                   | Identité                | Étiquette | Qualité                                                              |
| ---------------------------------------- | ------------------------- | ----------------------- | --------- | -------------------------------------------------------------------- |
| Les données manquantes sont à compléter. |                           |                         |           |                                                                      |
|                                          | mars 2001                 | Damien Parra            |           |                                                                      |
| mars 2014                                | 23 mai 2020               | Christian Dessaptlarose |           | Vice-président de la communauté de communes Plaine Limagne (en 2017) |
| 23 mai 2020                              | En cours (au 26 mai 2020) | Mateo Morel,            | Debout !  | Graphiste/Gérant d’entreprise                                        |

## Population et société

### Démographie
L'évolution du nombre d'habitants est connue à travers les recensements de la population effectués dans la commune depuis 1793. Pour les communes de moins de 10 000 habitants, une enquête de recensement portant sur toute la population est réalisée tous les cinq ans, les populations de référence des années intermédiaires étant quant à elles estimées par interpolation ou extrapolation. Pour la commune, le premier recensement exhaustif entrant dans le cadre du nouveau dispositif a été réalisé en 2007.

En 2022, la commune comptait 729 habitants, en évolution de −1,35 % par rapport à 2016 (Puy-de-Dôme : +2,1 %, France hors Mayotte : +2,11 %).
| 1793 | 1800 | 1806  | 1821  | 1831  | 1836  | 1841  | 1846  | 1851 |
| ---- | ---- | ----- | ----- | ----- | ----- | ----- | ----- | ---- |
| 941  | 935  | 1 043 | 1 041 | 1 003 | 1 034 | 1 033 | 1 031 | 990  |

| 1856  | 1861 | 1866 | 1872 | 1876 | 1881 | 1886 | 1891 | 1896 |
| ----- | ---- | ---- | ---- | ---- | ---- | ---- | ---- | ---- |
| 1 002 | 964  | 970  | 917  | 946  | 890  | 895  | 891  | 825  |

| 1901 | 1906 | 1911 | 1921 | 1926 | 1931 | 1936 | 1946 | 1954 |
| ---- | ---- | ---- | ---- | ---- | ---- | ---- | ---- | ---- |
| 840  | 804  | 791  | 690  | 672  | 708  | 653  | 616  | 575  |

| 1962 | 1968 | 1975 | 1982 | 1990 | 1999 | 2006 | 2007 | 2012 |
| ---- | ---- | ---- | ---- | ---- | ---- | ---- | ---- | ---- |
| 594  | 641  | 594  | 574  | 630  | 628  | 691  | 700  | 696  |

| 2017 | 2022 | - | - | - | - | - | - | - |
| ---- | ---- | - | - | - | - | - | - | - |
| 754  | 729  | - | - | - | - | - | - | - |

### Enseignement
Limons dépend de l'académie de Clermont-Ferrand. Elle administre une école maternelle publique.
Hors dérogations à la carte scolaire, les collégiens se rendent à Puy-Guillaume et les lycéens à Thiers (lycée Montdory ou Jean-Zay).

### Sports
Le club de football de la commune, l'Union sportive limonoise, a fêté lors de la saison 2009-2010 son cinquantenaire, qui fut couronné par la montée en promotion de l'équipe A pour la première fois de son histoire.
La commune de Limons dispose aussi d'une association de pétanque.

## Culture locale et patrimoine

### Lieux et monuments

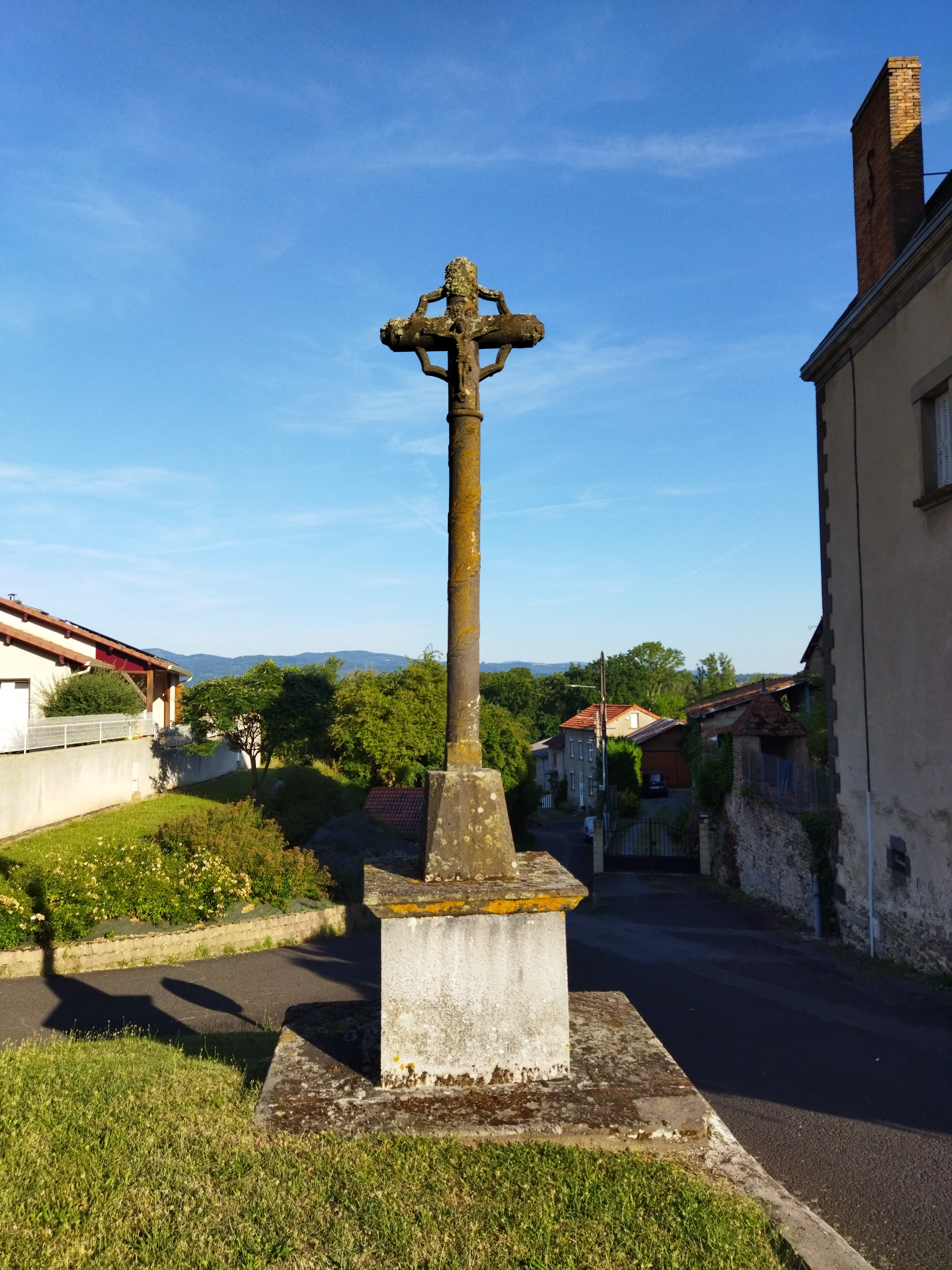
Croix de chemin au centre du bourg

L'église Saint-Hilaire date du XIXe siècle.

### Héraldique
| Blason de Limons | Blason  | D'azur à la bande cousue de gueules accompagnée en chef de la lettre L majuscule d'or et en pointe d'une ancre du même. |
| Blason de Limons | Détails | Le statut officiel du blason reste à déterminer.                                                                        |